# Bahnstrecke Szczecin–Trzebież Szczeciński
| Verlauf der PLK-Strecke 406 |                        |                                                                 |                                                                 |
| Streckennummer: | 406 (D29)              |                                                                 |                                                                 |
| Kursbuchstrecke (PKP): | 367                    |                                                                 |                                                                 |
| Kursbuchstrecke: | 110k (1934)            |                                                                 |                                                                 |
| Streckenlänge: | 35,685 km              |                                                                 |                                                                 |
| Spurweite: | 1435 mm (Normalspur)   |                                                                 |                                                                 |
| Stromsystem: | 3 kV =                 |                                                                 |                                                                 |
| Streckengeschwindigkeit: | 80 km/h                |                                                                 |                                                                 |
| Zweigleisigkeit: | Szczecin Turzyn–Police |                                                                 |                                                                 |
| |                        |                                                                 |                                                                 |
| \| \| \| von Stargard und von Wrocław \| \| \| \| 0,0 \| Szczecin Główny (Stettin Hbf.) \| Szczecin Główny (Stettin Hbf.) \| \| \| \| nach Berlin, Pasewalk und Stargard \| \| \| \| \| nach Szczecin Wzgórze Hetmańskie \| \| \| \| 1,5 \| Szczecin Pomorzany (Stettin-Pommerensdorf) Bf. bis 1950er Jahre \| Szczecin Pomorzany (Stettin-Pommerensdorf) Bf. bis 1950er Jahre \| \| \| 2,0 \| Szczecin Pomorzany Bf. ab 1980er Jahre \| Szczecin Pomorzany Bf. ab 1980er Jahre \| \| \| \| von Szczecin Wstowo \| \| \| \| 3,8 \| Szczecin Turzyn (Stettin-Torney) \| Szczecin Turzyn (Stettin-Torney) \| \| \| 5,0 \| Szczecin Pogodno (Stettin Kreckower Str.) \| Szczecin Pogodno (Stettin Kreckower Str.) \| \| \| 6,1 \| Szczecin Łękno (Stettin Westend) \| Szczecin Łękno (Stettin Westend) \| \| \| 8,311 0,000 \| Szczecin Niebuszewo (Stettin-Zabelsdorf) \| Szczecin Niebuszewo (Stettin-Zabelsdorf) \| \| \| \| \| \| \| \| 1,495 \| Szczecin Grabowo \| Szczecin Grabowo \| \| \| 9,4 \| Szczecin Drzetowo (Stettin-Bredow) \| Szczecin Drzetowo (Stettin-Bredow) \| \| \| 10,8 \| Szczecin Żelechowo (Züllchow) \| Szczecin Żelechowo (Züllchow) \| \| \| 11,7 \| Szczecin Golęcino (Frauendorf) \| Szczecin Golęcino (Frauendorf) \| \| \| 13,3 \| Szczecin Gocław (Gotzlow) \| Szczecin Gocław (Gotzlow) \| \| \| 15,7 \| Szczecin Glinki (Stolzenhagen-Kratzwieck) \| Szczecin Glinki (Stolzenhagen-Kratzwieck) \| \| \| 18,3 \| Szczecin Skolwin (Scholwin, 1939–45: Odermünde) \| Szczecin Skolwin (Scholwin, 1939–45: Odermünde) \| \| \| 20,0 \| Skolwin \| Skolwin \| \| \| 21,6 \| Szczecin Mścięcino (Messenthin) \| Szczecin Mścięcino (Messenthin) \| \| \| 23,5 \| Police (Pölitz), ehem. Pers.-Halt \| Police (Pölitz), ehem. Pers.-Halt \| \| \| \| zu den Hydrierwerken Pölitz \| \| \| \| \| nach Police Chemia \| \| \| \| 26,0 \| Police Zakład (Police Werk) \| Police Zakład (Police Werk) \| \| \| \| vom Chemiewerk \| \| \| \| 28,0 \| Jasienica (Jasenitz) \| Jasienica (Jasenitz) \| \| \| 31,3 \| Dębostrów (Damuster) \| Dębostrów (Damuster) \| \| \| 33,0 \| Niekłończyca Uniemyśl (Königsfelde-Wilhelmsdorf) \| Niekłończyca Uniemyśl (Königsfelde-Wilhelmsdorf) \| \| \| \| \| \| \| \| 36,7 \| Trzebież Szczeciński (Ziegenort), ehem. Bhf.[1] \| Trzebież Szczeciński (Ziegenort), ehem. Bhf.[1] \| \| \| \| Trzebież Szczeciński Port[2] \| \| \| \| \| Anschluss Tanklager OLPP \| \| |                        |                                                                 |                                                                 |
| Strecke |                        | von Stargard und von Wrocław                                    | von Stargard und von Wrocław                                    |
| Bahnhof | 0,0                    | Szczecin Główny (Stettin Hbf.)                                  | Szczecin Główny (Stettin Hbf.)                                  |
| Abzweig geradeaus und nach links |                        | nach Berlin, Pasewalk und Stargard                              | nach Berlin, Pasewalk und Stargard                              |
| Abzweig geradeaus und nach links |                        | nach Szczecin Wzgórze Hetmańskie                                | nach Szczecin Wzgórze Hetmańskie                                |
| ehemaliger Bahnhof | 1,5                    | Szczecin Pomorzany (Stettin-Pommerensdorf) Bf. bis 1950er Jahre | Szczecin Pomorzany (Stettin-Pommerensdorf) Bf. bis 1950er Jahre |
| Dienststation / Betriebs- oder Güterbahnhof | 2,0                    | Szczecin Pomorzany Bf. ab 1980er Jahre                          | Szczecin Pomorzany Bf. ab 1980er Jahre                          |
| Abzweig geradeaus und von links |                        | von Szczecin Wstowo                                             | von Szczecin Wstowo                                             |
| Dienststation / Betriebs- oder Güterbahnhof | 3,8                    | Szczecin Turzyn (Stettin-Torney)                                | Szczecin Turzyn (Stettin-Torney)                                |
| ehemaliger Haltepunkt / Haltestelle | 5,0                    | Szczecin Pogodno (Stettin Kreckower Str.)                       | Szczecin Pogodno (Stettin Kreckower Str.)                       |
| ehemaliger Haltepunkt / Haltestelle | 6,1                    | Szczecin Łękno (Stettin Westend)                                | Szczecin Łękno (Stettin Westend)                                |
| Dienststation / Betriebs- oder Güterbahnhof | 8,311 0,000            | Szczecin Niebuszewo (Stettin-Zabelsdorf)                        | Szczecin Niebuszewo (Stettin-Zabelsdorf)                        |
| Strecke von links · Abzweig geradeaus und nach rechts |                        |                                                                 |                                                                 |
| Betriebs-/Güterbahnhof Streckenende · Strecke | 1,495                  | Szczecin Grabowo                                                | Szczecin Grabowo                                                |
| ehemaliger Haltepunkt / Haltestelle | 9,4                    | Szczecin Drzetowo (Stettin-Bredow)                              | Szczecin Drzetowo (Stettin-Bredow)                              |
| ehemaliger Haltepunkt / Haltestelle | 10,8                   | Szczecin Żelechowo (Züllchow)                                   | Szczecin Żelechowo (Züllchow)                                   |
| ehemaliger Haltepunkt / Haltestelle | 11,7                   | Szczecin Golęcino (Frauendorf)                                  | Szczecin Golęcino (Frauendorf)                                  |
| Dienststation / Betriebs- oder Güterbahnhof | 13,3                   | Szczecin Gocław (Gotzlow)                                       | Szczecin Gocław (Gotzlow)                                       |
| Dienststation / Betriebs- oder Güterbahnhof | 15,7                   | Szczecin Glinki (Stolzenhagen-Kratzwieck)                       | Szczecin Glinki (Stolzenhagen-Kratzwieck)                       |
| Dienststation / Betriebs- oder Güterbahnhof | 18,3                   | Szczecin Skolwin (Scholwin, 1939–45: Odermünde)                 | Szczecin Skolwin (Scholwin, 1939–45: Odermünde)                 |
| ehemaliger Haltepunkt / Haltestelle | 20,0                   | Skolwin                                                         | Skolwin                                                         |
| ehemaliger Haltepunkt / Haltestelle | 21,6                   | Szczecin Mścięcino (Messenthin)                                 | Szczecin Mścięcino (Messenthin)                                 |
| Dienststation / Betriebs- oder Güterbahnhof | 23,5                   | Police (Pölitz), ehem. Pers.-Halt                               | Police (Pölitz), ehem. Pers.-Halt                               |
| Abzweig geradeaus und ehemals nach links |                        | zu den Hydrierwerken Pölitz                                     | zu den Hydrierwerken Pölitz                                     |
| Abzweig geradeaus und nach links |                        | nach Police Chemia                                              | nach Police Chemia                                              |
| ehemaliger Haltepunkt / Haltestelle | 26,0                   | Police Zakład (Police Werk)                                     | Police Zakład (Police Werk)                                     |
| Abzweig geradeaus und von links |                        | vom Chemiewerk                                                  | vom Chemiewerk                                                  |
| ehemaliger Bahnhof | 28,0                   | Jasienica (Jasenitz)                                            | Jasienica (Jasenitz)                                            |
| ehemaliger Haltepunkt / Haltestelle | 31,3                   | Dębostrów (Damuster)                                            | Dębostrów (Damuster)                                            |
| ehemaliger Bahnhof | 33,0                   | Niekłończyca Uniemyśl (Königsfelde-Wilhelmsdorf)                | Niekłończyca Uniemyśl (Königsfelde-Wilhelmsdorf)                |
| Strecke von links (außer Betrieb) · Abzweig geradeaus und ehemals von rechts |                        |                                                                 |                                                                 |
| Strecke (außer Betrieb) · Blockstelle | 36,7                   | Trzebież Szczeciński (Ziegenort), ehem. Bhf.                    | Trzebież Szczeciński (Ziegenort), ehem. Bhf.                    |
| Betriebs-/Güterbahnhof Streckenende (Strecke außer Betrieb) · Strecke |                        | Trzebież Szczeciński Port                                       | Trzebież Szczeciński Port                                       |
| Strecke |                        | Anschluss Tanklager OLPP                                        | Anschluss Tanklager OLPP                                        |

Die Bahnstrecke Szczecin–Trzebież Szczeciński ist eine elektrifizierte, überwiegend zweigleisige Eisenbahnstrecke des staatlichen polnischen Infrastrukturunternehmens PKP PLK im äußersten Nordwesten der Woiwodschaft Westpommern. Sie verbindet die  Woiwodschaftshauptstadt Stettin mit der nördlich von ihr gelegenen Kreisstadt Police und dem Badeort Trzebież.

## Verlauf

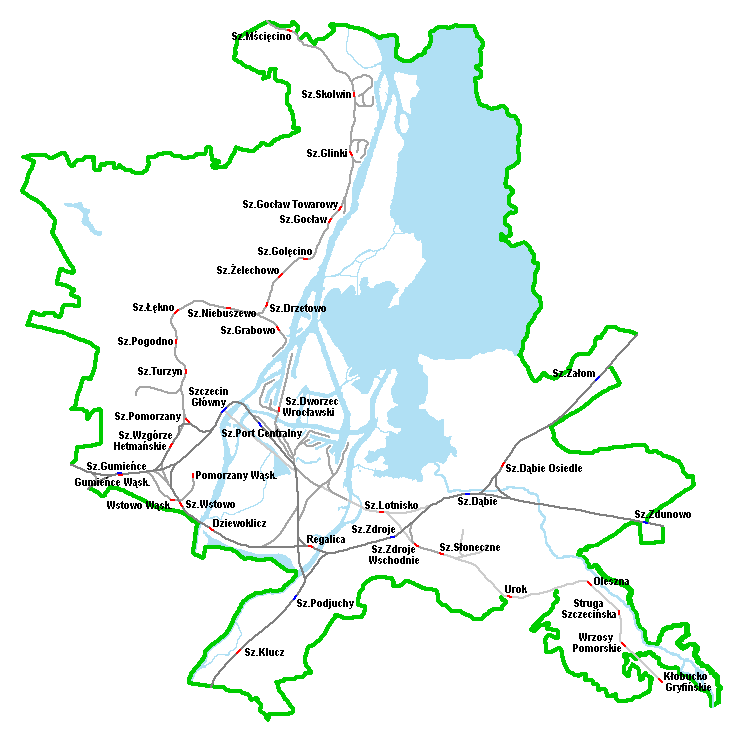
Eisenbahnnetz in Szczecin

Die Strecke beginnt eingleisig im  Bahnhof Szczecin Główny, dem Hauptbahnhof  von Stettin, und verlässt diesen gemeinsam mit der Strecke in Richtung Berlin in südwestlicher Richtung. Nach wenigen hundert Metern wendet sie sich in einem Bogen nach Nordwesten und passiert gemeinsam mit der sich von Süden nähernden Güterverbindungsbahn den Hauptfriedhof Stettin an dessen östlicher Seite. Im sich anschließenden Bahnhof Szczecin Turzyn mündet die genannte Verbindungsbahn, über die der Güterverkehr auf die Strecke nach Trzebież zu- und abgeführt wird, ein. Die Strecke ist ab hier zweigleisig und führt in ihrem weiteren Verlauf nordwestlich um das Stadtzentrum herum. Etwa ab dem Stadtteil Grabowo im Norden der Stadt verläuft sie im Wesentlichen in nördlicher Richtung westlich der Oder. Sowohl im Stadtgebiet Stettin als auch in Police befinden sich mehrere Anschlussbahnen. Im Bahnhof Police endet gegenwärtig der zweigleisige Abschnitt, einst war die Strecke bis Jasienica zweigleisig. Vom Bahnhof Police führt die Strecke  eingleisig weiter bis zu ihrem nördlichen Endbahnhof Trzebież Szczeciński.

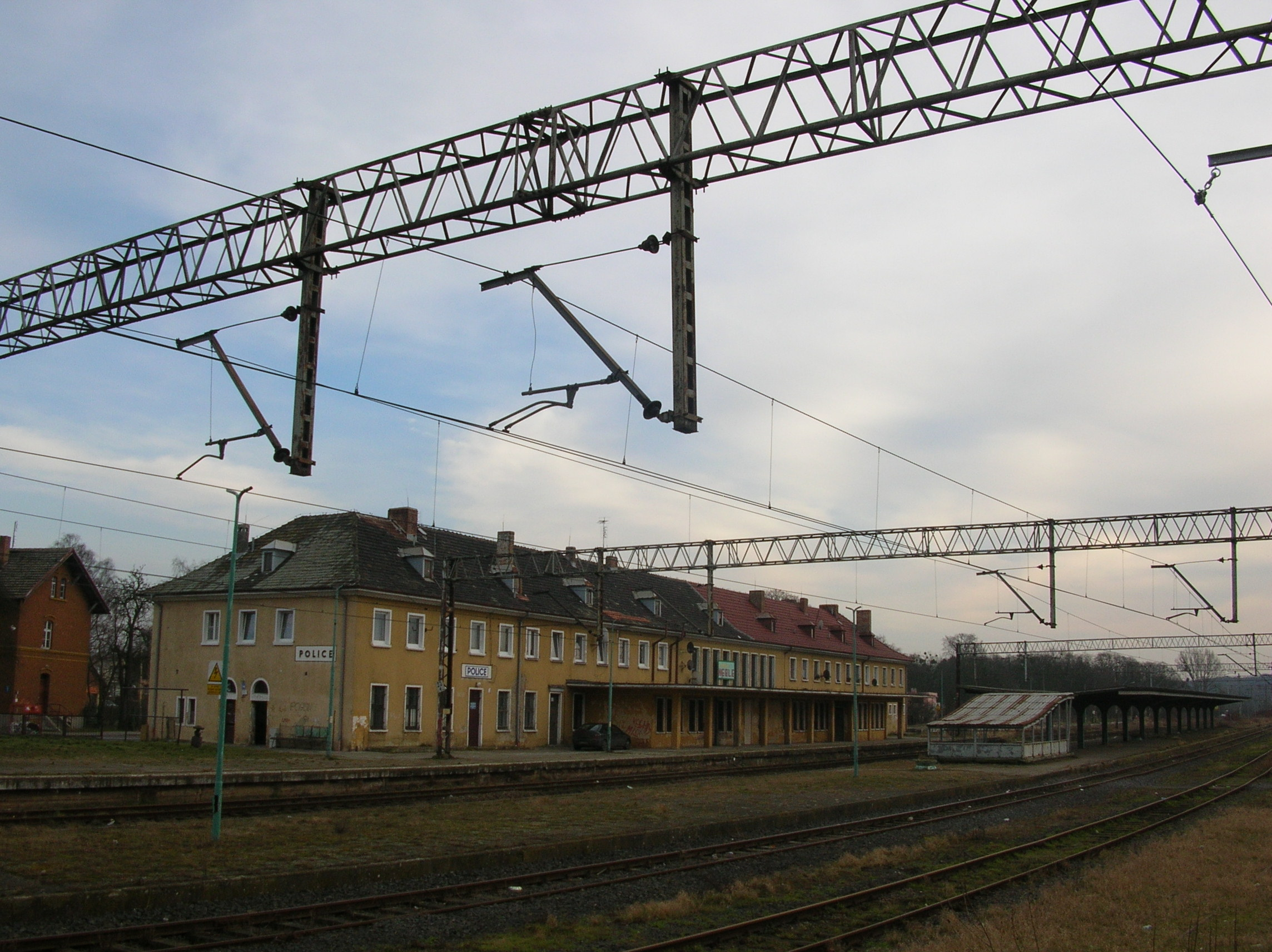
Bahnhof Police (2008)

Zwischen dem Bahnhof Szczecin Główny und dem Bahnhof Szczecin Gocław besteht mit Linie 6 eine Verbindung der Stettiner Straßenbahn. Anders als die Eisenbahnstrecke verläuft diese jedoch nahezu geradlinig in Süd-Nord-Richtung entlang der Oder östlich des Stettiner Stadtzentrums.

## Geschichte
Die Eisenbahnstrecke und Stettiner Vorortbahn wurde von Stettin bis Pölitz am 1. Oktober 1898 in Betrieb genommen, am 15. Oktober 1898 bis nach Jasenitz (Jasienica). Im Stettiner Hauptbahnhof (ehemals auch „Berliner Bahnhof“ genannt) bestand Anschluss an die bereits bestehenden Bahnstrecken von Berlin, von Pasewalk, von Danzig, von Posen und von Breslau. Am 15. März 1910 war Betriebsaufnahme für die Streckenverlängerung bis nach Ziegenort (Trzebież). Errichtet und anfangs betrieben wurde die Strecke von den Preußischen Staatseisenbahnen, ab 1920 von der Deutschen Reichsbahn.

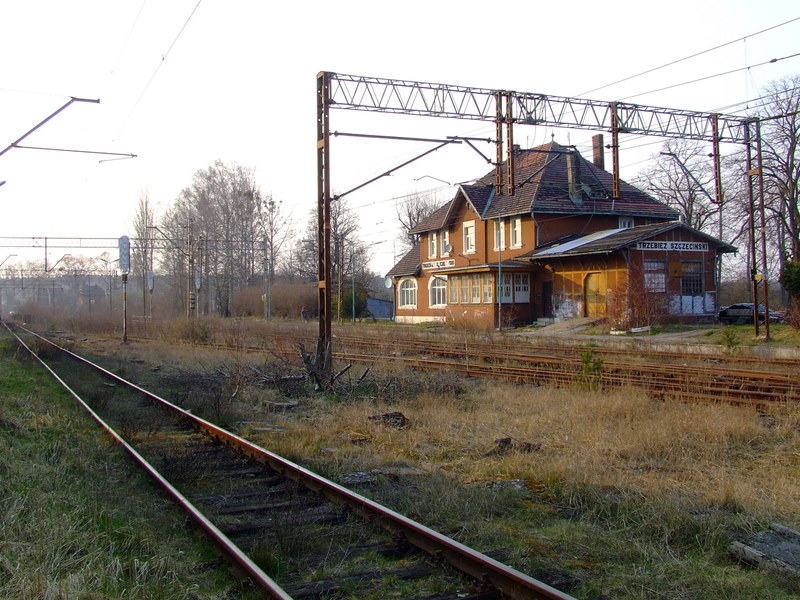
Bahnhof Trzebież Szczeciński (2007)

Die Strecke liegt seit dem Ende des Zweiten Weltkriegs 1945 in Polen und wurde fortan von der Polnischen Staatsbahn betrieben. Am 23. Dezember 1982 nahm diese den elektrischen Eisenbahnbetrieb auf dieser Strecke auf.
Am 1. Oktober 2002 wurde der Personenverkehr eingestellt. Zur Anbindung des Chemiewerks in Police wurde der Güterverkehr aufrechterhalten. 2008 wurde in Erwägung gezogen, den Personenverkehr wieder aufzunehmen. Aufgrund des schlechten Zustands der einstigen Zugangsstellen und wegen des Widerstands einiger Anrainergemeinden wurde das Vorhaben ausgesetzt.

## Ausblick
Nach Informationen aus dem Jahr 2017 soll die Strecke bis zum Bahnhof Police in das geplante S-Bahn-System für Szczecin einbezogen werden. Neben Maßnahmen an Bahnhöfen und Haltepunkten gehört dazu auch die Errichtung eines zweiten Gleises zwischen Szczecin Główny und Szczecin Turzyn. Nach der Ausschreibung der Bauleistungen für die Sanierung im Juni 2017 erhielt das Gleisbauunternehmen Trakcja PRKiI im Mai 2018 den Zuschlag. Bis 2020 sollen außerdem neue Elektrotriebwagen beschafft werden.